# Mmm Yeah
Mmm Yeah è il quinto singolo del cantante statunitense Austin Mahone insieme al rapper Pitbull, estratto dal suo album di debutto The Secret uscito il 27 maggio 2014. La canzone è stata pubblicata il 26 gennaio 2014.

## Video
Mahone ha pubblicato un video musicale della canzone il 31 gennaio 2014. Nel video sono presenti Nash Grier, Cameron Dallas, Sam Pottorff, The Janoskians, Kingsley, Midnight Red, Stalker Sarah, King Bach, Teala Dunn, Madison Pettis e Mahogany Lox. Il video ufficiale è stato pubblicato il 13 marzo 2014 insieme a Pitbull. Nel video si vedono Mahone e Pitbull ballare con delle ragazze in una stanza con il pavimento che si muove.

## Classifica
| Paese             | Posizione massima |
| ----------------- | ----------------- |
| Australia         | 32                |
| Austria           | 57                |
| Belgio (Fiandre)  | 78                |
| Belgio (Vallonia) | 62                |
| Canada            | 36                |
| Finlandia         | 14                |
| Irlanda           | 49                |
| Paesi Bassi       | 48                |
| Norvegia          | 8                 |
| Svizzera          | 62                |
| Regno Unito       | 34                |
| Stati Uniti       | 19                |